# Teenage Fanclub
Teenage Fanclub är ett indierockband från Glasgow i Skottland. Bandet bildades av Norman Blake (sång, gitarr), Raymond McGinley (sång, gitarr), Gerard Love (sång, basgitarr) och Francis MacDonald (trummor). De tre förstnämnda skriver alla bandets låtar.

## Historia
Bandet sprang ur den skotska C86-scenen som även samlade andra band som Primal Scream, Jesus and Mary Chain och The Vaselines. Teenage Fanclub influerades av amerikanska västkustband som Beach Boys, The Byrds och Big Star. Debutskivan A Catholic Education från 1990 hade ett ganska kaotiskt och skramligt sound jämfört med kommande skivor som bättre representerar den melodiösa, gitarrpop med elementer från olika musikstilar, som kännetecknar bandets samlade produktion. Året därpå släpptes albumen Bandwagonesque och The King. The King spelades in på förbetald studiotid som blivit över när inspelningen av Bandwagonesque avslutats. Bandwagonesque fick ett översvallande mottagande av kritiker och publik och rankades av den amerikanska rocktidskriften Spin som 1991 års bästa skiva, på andra plats kom Nirvanas Nevermind.

## Bandmedlemmar
Nuvarande medlemmar
- Norman Blake – sång, gitarr (1989–)
- Raymond McGinley – sång, gitarr (1989–)
- Francis MacDonald – trummor, sång (1989, 2000–)
- Dave McGowan – keyboard, gitarr (2004–2018); basgitarr, sång (2019–)
- Euros Childs – keyboard, sång (2019–)

Tidigare medlemmar
- Gerard Love – sång, basgitarr (1989–2018)
- Brendan O'Hare – trummor, sång (1989–1994, 2018 live)
- Paul Quinn – trummor (1994–2000, 2018 live)
- Finlay MacDonald – keyboard, gitarr, sång, basgitarr (1997–2001)

## Diskografi
Studioalbum
- A Catholic Education (Matador, 1990)
- The King (Creation, 1991)
- Bandwagonesque (Creation, 1991)
- Thirteen (Creation, 1993)
- Grand Prix (Creation, 1995)
- Songs From Northern Britain (Columbia, 1997)
- Howdy! (Columbia, 2000)
- Words of Wisdom and Hope! (Teenage Fanclub & Jad Fair) (Domino, 2002)
- Man-Made (PeMa, 2005)
- Shadows (PeMa, 2010)

Samlingsalbum
- Peel Sessions  (Strange Fruit, 1991)
- Bonus B-Sides  (DGC, 1995)
- Deep Fried Fanclub (Fire Records, 1995)
- Four Thousand Seven Hundred and Sixty-Six Seconds: A Short Cut to Teenage Fanclub  Columbia Records, 2003)
- Original Album Classics (Creation, 2012)